# Маргарита-Тереза Испанска
Маргарита-Тереза Хабсбург-Испанска (на испански: Margarita Teresa de Austria; на немски: Margarita Theresa, Margarete Theresia; * 12 август 1651; † 12 март 1673) е испанска инфанта от испанските Хабсбурги и императрица на Свещената Римска империя, съпруга на император Леополд I, който ѝ е вуйчо.

## Произход и ранни години
Маргарита е родена на 12 август 1651 г. в Мадрид, Испания. Тя е дъщеря на испанския крал Филип IV Испански и племенницата му Мариана Австрийска. Тя е любимото дете на крал Филип IV Испански, който в кореспонденцията си с нея я нарича „радост моя“. Въпреки множеството кръвосмесителни бракове между испанските и австрийските Хабсбурги Маргарита-Тереза не показва психични отклонения, каквито наследяват брат ѝ и други нейни роднини.
По политически причини още като дете Маргарита е сгодена за вуйчо си Леополд I, император на Свещената Римска империя. Леополд I приема радушно настояването на испанския крал, Маргарита да запази наследственото си право върху испанския престол и да го предаде на децата си.

## Брак
През лятото на 1666 г. петнадесетгодишната испанска инфанта напуска Испания и заедно с група испански придружители се отправя за Виена, където е посрещната от Леополд I. На 5 октомври 1666 г. Леополд I и Маргарита Испанска се венчават във Виена. Въпреки голямата разлика във възрастта между двамата и непривлекателния вид на младоженеца, Маргарита и Леополд са щастливи заедно. Двамата имат общи интереси към театъра и музиката. Маргарита нарича Леополд „Вуйчо“, дори по време на брака им, докато той се обръща към нея с „Гретел“.
Сред най-забележителните събития по време на управлението на Леополд и Маргарита е блестящото представление на операта „Il popo d'oro“ („Златната ябълка“) от италианския композитор Пиетро МаркАнтонио Чести по случай седемнадесетия рожден ден на Маргарита през юли 1668 г. Това представление се смята за връхна точка в развитието на виенската барокова опера от 17 век.

## Деца
Маргарита Испанска ражда на Леополд I четири деца:
- Фердинанд Венцел (1667 – 1668), ерцхерцог на Австрия.
- Мария Антония (1669 – 1692), ерцхерцогиня на Австрия, омъжена 1685 г. за Максимилиан II Емануел, курфюрст на Бавария
- Йохан Леополд (*/† 1670), ерцхерцог на Австрия.
- Мария Анна Антония (*/† 1672), ерцхерцогиня на Австрия.

Уморена от честите раждания и няколко болезнени аборта, Маргарита-Тереза умира на 12 март 1673. Единственото ѝ оцеляло дете е Мария-Антония.

## Маргарита-Тереза в изкуството
Маргарита Испанска е малкото русо момиче, което Диего Веласкес увековечава в поредица свои картини, най-известната от които е „Лас Менинас“, където Маргарита е заобиколена от своите придворни дами и други хора в испанския двор. Маргарита-Тереза присъства и в няколко от 58-те интерпретации на картини от Веласкес, които Пабло Пикасо рисува.
Образът на Маргарита-Тереза е вдъхновил Морис Равел да напише своят „Павана за мъртвата инфанта“ – „Миражите на танца“.
Ирландският писател Оскар Уайлд намира вдъхновение в русото момиче от „Лас Менинас“, когато пише приказката си Рожденият ден на инфантата.
- „Лас Менинас“
 Диего Веласкес
- Инфата Маргарита-Тереза в розова рокля
Диего Веласкес (1654), 
Музей на историята на изкуството, Виена, Австрия
- Инфанта Маригарита-Тереза в жълта рокля
 Диего Веласкес (1656),
 Музей на историята на изкуството, Виена, Австрия
- Инфата Маргарита-Тереза в синя рокля
Диего Веласкес (1659), 
Музей на историята на изкуството, Виена, Австрия
- Инфанта Маргарита-Тереза Испанска в розово и сребристосиво 
 Диего Веласкес (1660),
 Музей Прадо, Мадрид, Испания
- анонимен художник,
 Музей на историята на изкуството
- худ. Ян Томас ван Йеперен,
 Музей на историята на изкуството